# 大阪府立産業技術総合研究所
地方独立行政法人大阪府立産業技術総合研究所（おおさかふりつさんぎょうぎじゅつそうごうけんきゅうしょ）は、大阪府にあった公設試験研究機関。2017年に大阪市立工業研究所と合併して、大阪産業技術研究所本部・和泉センターとなった。

## 概略
略称は産技研。大阪府内の技術開発推進拠点としての役割を担っている。1996年4月に現在の場所に移転した。独立行政法人産業技術総合研究所(産総研)と名称は同じだが直接の関係はない。

## 沿革
沿革は次の通り。
- 1929年4月、大阪府の工業の振興と発展のため、大阪府工業奨励館を大阪市西区江之子島の旧大阪府庁舎跡に創設
- 1934年、泉大津分館設置
- 1939年、堺分館設置（工業系）
- 1942年4月、泉大津分館を独立させ、大阪繊維工業指導所を創設
- 1968年4月、大阪府立工業技術研究所（工業系）及び大阪府立繊維技術研究所（繊維系）に名称変更
- 1987年11月、両研究所を再編し、大阪府立産業技術総合研究所に名称変更（3本所、2技術センター、1試験所）
- 1996年4月、和泉市あゆみ野（トリヴェール和泉）の地に新築移転
- 2012年4月、地方独立行政法人化し「地方独立行政法人大阪府立産業技術総合研究所」に移行
- 2017年4月1日、地方独立行政法人大阪市立工業研究所（法人番号：3120005011127）と合併して、地方独立行政法人大阪産業技術研究所（法人番号：7120105008655）本部・和泉センターとなる

## 交通アクセス
- 南海泉北線 和泉中央駅から南海バス5番乗り場より300系統「大阪技術研前」行き、もしくは、302系統、303系統「和泉商工会議所前」行きで約10分。
- 阪和自動車道 岸和田和泉インターチェンジから北へ約3km